# Fontenay-sur-Conie
 Fontenay-sur-Conie  es una población y comuna francesa, en la región de  Centro, departamento de Eure y Loir, en el distrito de Châteaudun y cantón de Orgères-en-Beauce.

## Demografía
| 210 | 165 | 129 | 106 | 117 | 110 |
| Para los censos de 1962 a 1999 la población legal corresponde a la población sin duplicidades (Fuente: INSEE [Consultar]) |     |     |     |     |     |